# Strenkhaar
Strenkhaar is een Nederlandse buurtschap gelegen in de Overijsselse gemeente Dalfsen. Strenkhaar ligt ten zuidwesten van het kerkdorp Lemelerveld. De naar de buurtschap vernoemde Strenkhaarsweg slingert door de buurtschap heen vanaf de dorpskern van Lemelerveld bij de brug over het Overijssels Kanaal.
Hoofdplaats: Dalfsen      Dorpen: Ankum · Hoonhorst · Lemelerveld · Nieuwleusen · Oudleusen

Buurtschappen: Broekhuizen · Dalfserveld · Dalmsholte (deels) · De Marshoek · De Meele · Den Hulst · Emmen · Engeland · Gerner · Hessum · Holt · Lenthe · Mataram · Millingen · Ooster-Dalfsen · Oudleusenerveld · Rechteren · Rosengaarde · Ruitenveen · Slennebroek · Strenkhaar · Vennenberg · Welsum

Voormalige gemeenten: Nieuwleusen

Overijssel · Steden en dorpen in Overijssel      Nederland · Provincies · Gemeenten